# Segellibellen
Die Segellibellen oder Kurzlibellen (Libellulidae) sind eine Familie der Großlibellen (Anisoptera). Sie gehören damit auch zu den Libellen (Odonata). Mit 987 Arten bilden die Segellibellen die artenreichste Familie innerhalb der Unterordnung Großlibellen (Anisoptera) und stellen die zweitartenreichste Familie aller Familien innerhalb der Ordnung Odonata (Libellen) weltweit dar. In Deutschland gibt es 22 Arten, darunter einige sehr häufige. Als relativ große Libellen sind sie außerdem meist sehr auffällig.

## Merkmale
Die Segellibellen erreichen Körperlängen von drei bis fünf Zentimetern und Flügelspannweiten, die meist um acht Zentimeter liegen.
Die Tiere haben meist eine gelb-braune Zeichnung, manchmal mit blauer Bereifung, und sind niemals metallisch gefärbt. Bei einigen Arten wie etwa dem Plattbauch (Libellula depressa) ist der Körper kurz und gedrungen. Das Flügeldreieck ist im Vorderflügel entlang des Körpers ausgerichtet, im Hinterflügel hingegen senkrecht zum Körper.
Außer in der Gattung Diastatops berühren sich die Augen auf der Oberseite des Kopfes. Der Legeapparat (Ovipositor) der Weibchen ist reduziert. Die Tiere fangen Insekten im Flug, sind aber wenig ausdauernde Flieger; Ausnahme z. B. Wanderlibelle – Pantala flavescens.

## Fortpflanzung und Entwicklung
Die Eiablage der Weibchen erfolgt bei der Mehrzahl der Arten ohne Begleitung des Männchens. Eine Ausnahme bilden dabei die Heidelibellen der Gattung Sympetrum. Die Eier werden im Flug durch wippende Bewegungen des Hinterleibes direkt ins Wasser abgegeben. Einige Heidelibellen legen ihre Eier auf den trockenen Boden nahe dem Ufer. Bei diesen beginnt die Entwicklung im darauf folgenden Frühjahr bei der Frühjahrsüberflutung.

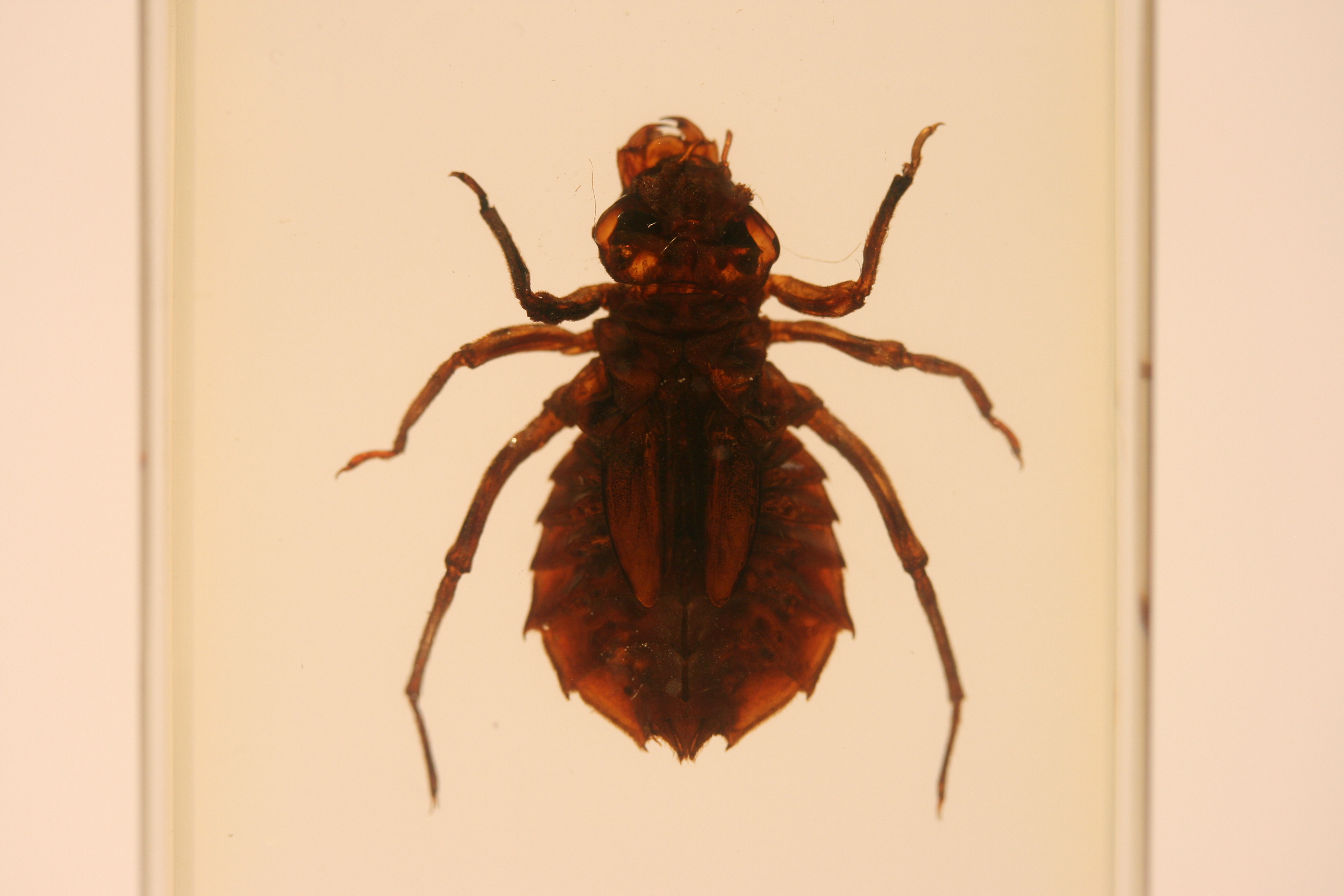
Präparat einer Segellibellen-Larve in Acryl

Die Larvalentwicklung der Segellibellen dauert in der Regel ein bis zwei Jahre, wobei die Larven als junge und späte Larve jeweils einmal überwintern. Die Heidelibellen haben eine einjährige Entwicklung und die Überwinterung erfolgt als Ei.

## Systematik
Die folgende Übersicht stellt bis zur Ebene der Unterfamilie alle Taxa dar, auf Art- und Gattungsebene werden hingegen nur die europäischen Vertreter der Segellibellen dargestellt. Vollständige Listen befinden sich in den entsprechenden Unterfamilien- bzw. Gattungsartikeln.
Segellibellen – Libellulidae
- Unterfamilie Urothemistinae
- Unterfamilie Tetrathemistinae
- Unterfamilie Brachydiplacinae
- Unterfamilie Leucorrhiniinae
  - Gattung Moosjungfern – Leucorrhinia
    - Östliche Moosjungfer – Leucorrhinia albifrons
    - Zierliche Moosjungfer – Leucorrhinia caudalis
    - Kleine Moosjungfer – Leucorrhinia dubia
    - Große Moosjungfer – Leucorrhinia pectoralis
    - Nordische Moosjungfer – Leucorrhinia rubicunda
- Unterfamilie Libellulinae
  - Ladona
    - Ladona julia (Uhler, 1857)

  - Gattung Libellula
    - Plattbauch – Libellula depressa
    - Spitzenfleck – Libellula fulva
    - Vierfleck – Libellula quadrimaculata

  - Gattung Blaupfeile – Orthetrum
    - Östlicher Blaupfeil – Orthetrum albistylum
    - Südlicher Blaupfeil – Orthetrum brunneum
    - Großer Blaupfeil – Orthetrum cancellatum
    - Rahmstreif-Blaupfeil – Orthetrum chrysostigma
    - Kleiner Blaupfeil – Orthetrum coerulescens
    - Gelbader-Blaupfeil – Orthetrum nitidinerve
    - Ramburs Blaupfeil – Orthetrum ramburi
    - Schlanker Blaupfeil – Orthetrum sabina
    - Zierlicher Blaupfeil – Orthetrum taeniolatum
    - Langer Blaupfeil – Orthetrum trinacria
- Unterfamilie Sympetrinae
  - Gattung Heidelibellen – Sympetrum
    - Schwarze Heidelibelle – Sympetrum danae
    - Sumpf-Heidelibelle – Sympetrum depressiusculum
    - Gefleckte Heidelibelle – Sympetrum flaveolum
    - Frühe Heidelibelle – Sympetrum fonscolombii
    - Südliche Heidelibelle – Sympetrum meridionale
    - Madeira-Heidelibelle – Sympetrum nigrifemur
    - Gebänderte Heidelibelle – Sympetrum pedemontanum
    - Blutrote Heidelibelle – Sympetrum sanguineum
    - Blasse Heidelibelle – Sympetrum sinaiticum
    - Große Heidelibelle – Sympetrum striolatum
    - Gemeine Heidelibelle – Sympetrum vulgatum

  - Gattung Crocothemis
    - Feuerlibelle – Crocothemis erythraea
- Unterfamilie Trameinae
  - Gattung Pantala
    - Wanderlibelle – Pantala flavescens
- Unterfamilie Trithemistinae
  - Gattung Trithemis
    - Violetter Sonnenzeiger – Trithemis annulata
    - Rotader-Sonnenzeiger – Trithemis arteriosa
    - Schwarzer Sonnenzeiger – Trithemis festiva
    - Gefleckter Sonnenzeiger – Trithemis kirbyi
- Unterfamilie Onychothemistinae
- Unterfamilie Palpopleurinae
- Unterfamilie Zygonychinae
  - Gattung Zygonyx
    - Wasserfall-Kreuzer – Zygonyx torridus